# Los Angeles Megyei Seriff Hivatala

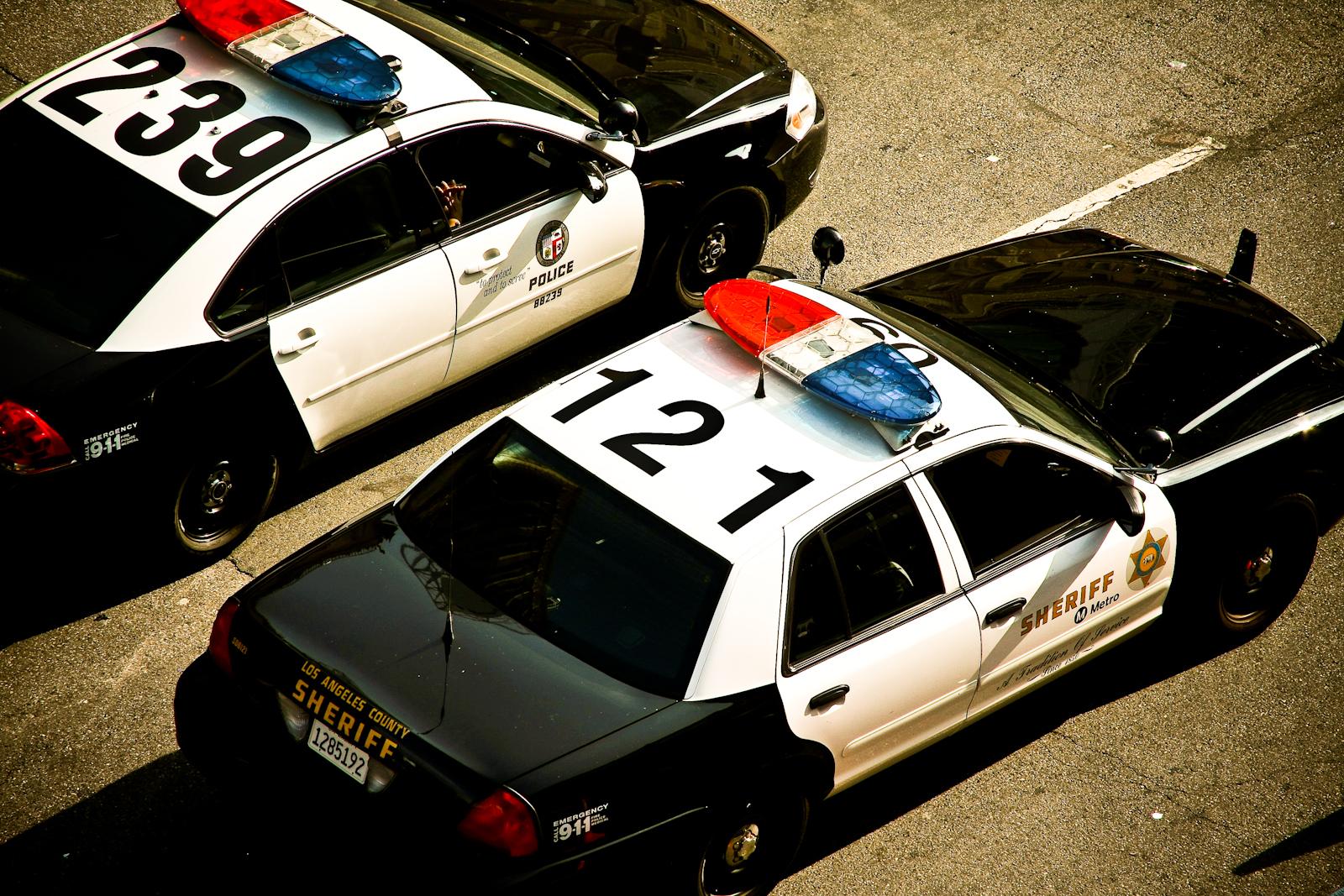
A LAPD és az LASD járőrautói egymás mellett

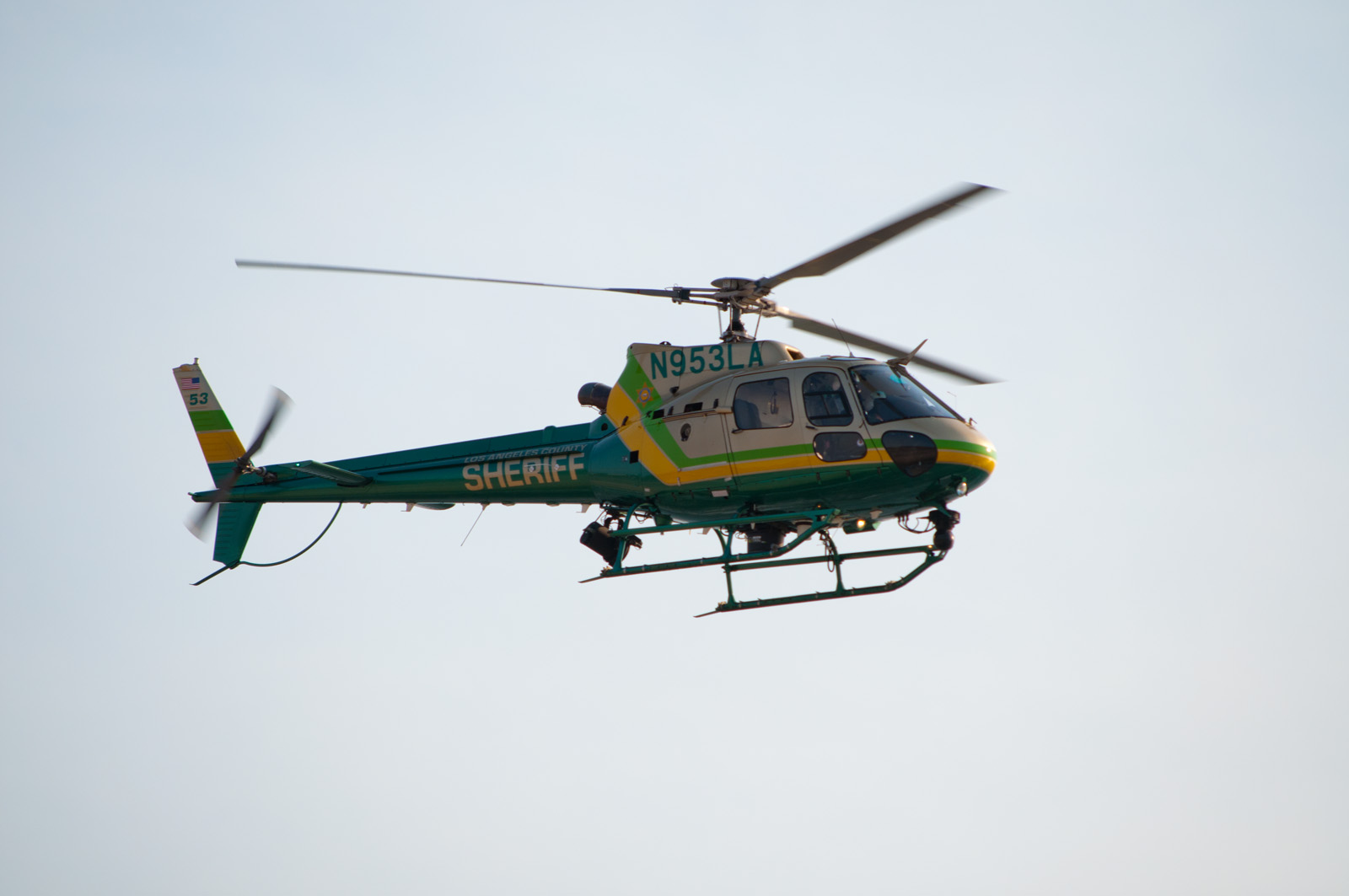
LASD Eurocopter AS350.

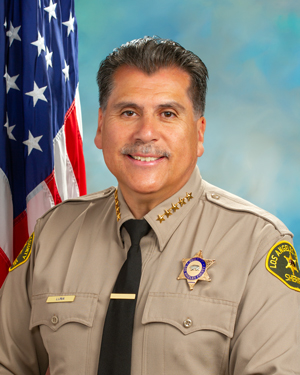
Robert Luna, seriff

A Los Angeles Megyei Seriff Hivatala (angolul Los Angeles County Sheriff's Department, LASD) egy bűnüldöző szerv az USA Kalifornia államában. Ez a negyedik legnagyobb helyi rendőri hivatal az Egyesült Államokban a New York-i Rendőrség (NYPD), a Los Angeles-i Rendőrség (LAPD) és a Chicagói Rendőrség (CPD) után.
A Los Angeles Megyei Seriff Hivatala a legnagyobb seriffhivatal az Egyesült Államokban.

## Seriff
A seriff az angolszász országokban egy speciális közösségi tisztviselő elnevezése, aki jogi és rendőri feladatokat is elláthat. Eredetileg városbíró, ma az Egyesült Királyságban a legtöbb tartományban ez bírói vagy jelképes királyi biztosi tisztséget jelöl.
Az Amerikai Egyesült Államokban a seriff szerepe államonként változó, legtöbbször azonban egy adott régió rendőrfőnöke. A legtöbb esetben választott, az önkormányzatnak van alárendelve. (Az Egyesült Államokban hagyomány, hogy a rendőrség vezetője választott tisztviselő.)
Az amerikai rendészeti struktúra bonyolult, a seriff (önkormányzati rendőrség) mellett általában léteznek állami rendőrségek is, több államban közigazgatási egységenként, ez alatt legtöbbször megye (county) értendő, az állami rendőrség (State Police vagy State Highway Patrol) és a seriffhivatal egymás mellett létező rendőri szervek, helyenként más-más, helyenként kvázi azonos jogkörrel. Van, ahol a seriff pusztán rendfenntartást és például útellenőrzést lát el; és van, ahol ő az úgymond „teljes jogú” rendőrség, és az állami rendőrség jogköre korlátozódik a fent említett tevékenységekre

## Rangok és Jelzések

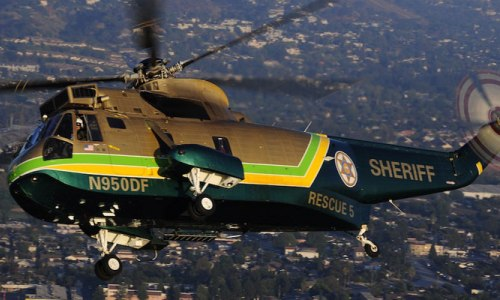
Egy Sikorsky S–61 (egykori-US Navy H-3 Sea King) helikopter. Jelenleg a LASD üzemelteti

| Rang                                                                             | Jelvény              |
| -------------------------------------------------------------------------------- | -------------------- |
| Seriff                                                                           |                      |
| Undersheriff (közvetlen a Seriff alatt dolgozó személy nincs magyar megfelelője) |                      |
| Seriff Segéd                                                                     |                      |
| Osztály Vezető                                                                   |                      |
| Területi Parancsnok                                                              |                      |
| Kapitány                                                                         |                      |
| Hadnagy                                                                          |                      |
| Őrmester                                                                         |                      |
| Helyettes Seriff III                                                             | Master FTO Rank LASD |
| Helyettes Seriff II                                                              |                      |
| Helyettes Seriff                                                                 |                      |

## Demográfia
Nem szerint:
- Férfi: 86%
- Nő: 14%

Rassz szerint:
- Fehér: 60%
- Latin: 26%
- Fekete: 10%
- Ázsiai: 4%